# 矿区 (阳泉市)
矿区是中華人民共和国山西省阳泉市所辖的一个市辖区。总面积为10平方公里，區人民政府駐北大街386號。

## 行政区划
矿区下辖6个街道办事处：
平潭街街道、蔡洼街道、赛鱼街道、沙坪街道、贵石沟街道和桥头街道。

## 人口
根據第七次人口普查數據，截至2020年11月1日零時，礦區常住人口為230691人。